# Amblar-Don
Amblar-Don är en kommun i provinsen Trento i regionen Trentino-Sydtyrolen i Italien. Kommunen hade 527 invånare (2018).
Kommun bildades den 1 januari 2016 genom en sammanslagning av de tidigare kommunerna Amblar och Don. Den tidigare kommunen hade 247 invånare (2015).